# Wings of Fury (spel)
Wings of Fury is een computerspel uit 1987. Het is een scrolling shooter met enige elementen van luchtgevecht-vluchtsimulatiespellen, origineel geschreven voor de Apple II door Steve Waldo en in 1987 uitgebracht door Brøderbund. De speler speelt een piloot van een Amerikaans F6F Hellcat-vliegtuig aan boord van de USS Wasp in de Grote Oceaan tijdens de Tweede Wereldoorlog. Het spel werd in 1989 geporteerd naar de X68000 en in 1990 naar de Amstrad CPC, de Commodore 64, de Amiga en naar MS-DOS (en compatible). Een versie voor de Game Boy Color verscheen in 1999.

## Gameplay
Het spel is een horizontale scrolling shooter met een aantal missies. De speler begint elke missie door op te stijgen van een vliegdekschip, welke beschermd moet worden tegen aanvallen van Japanse vliegtuigen. Het doel is om de Japanners te verslaan door het vernietigen van vijandige bunkers, geschut en barakken op een reeks eilanden en door het doden van vijandige soldaten met bommen of met het machinegeweer. In het vliegdekschip is een onbeperkt aantal bommen, raketten en torpedo's beschikbaar. In sommige missies moet de speler ook Japanese schepen doen zinken, zoals jagers, slagschepen en vliegdekschepen. Munitie en brandstof aan boord van de Hellcat zijn beperkt, en kunnen worden bijgevuld door terug te keren naar het vliegdekschip. De Hellcat kan worden verwoest door vijandig vuur of door aanraking met het terrein.
In de versie uitgebracht door Brøderbund Japan voor de Japanse Sharp X86000 zijn de partijen omgewisseld. Het vliegtuig van de speler is Japans en de vijand is Amerikaans.

## Ontvangst
Computer Gaming World schreef dat van de laatste tijd het spel een van de beste actie-graphics uit de Apple wist te halen, en concludeerde dat Wings of Fury een spannend en memorabel spel was voor iedereen die ook maar een beetje is geïnteresseerd in actiespellen. Het spel ontving 4 van de 5 sterren in Dragon.